# Елад Мадмон
Елад Мадмон (івр. אלעד מדמון, нар. 10 лютого 2004, Нетанья) — ізраїльський футболіст, нападник клубу «Маккабі» (Тель-Авів).
Виступав за молодіжну збірну Ізраїлю.

## Клубна кар'єра
Народився 10 лютого 2004 року в місті Нетанья. Вихованець юнацьких команд футбольних клубів «Бейтар» (Нес-Тубрук), «Маккабі» (Нетанья) та «Хапоель» (Хадера).
У дорослому футболі дебютував 2023 року виступами за головну команду «Хапоель» (Хадера), в якій провів 38 матчів чемпіонату, відзначившись 12 забитими голами.
Влітку 2024 року уклав чотирирічний контракт із «Маккабі» (Тель-Авів), якому трансфер молодого нападника обійшовся у 1,6 мільйона євро. 

## Виступи за збірні
2022 року дебютував у складі юнацької збірної Ізраїлю (U-19), загалом на юнацькому рівні взяв участь у 4 іграх.
З 2024 року залучається до складу молодіжної збірної Ізраїлю. На молодіжному рівні зіграв у 2 офіційних матчах.
Того ж 2024 року був включений до заявки олімпійської збірної Ізраїлю для участі у футбольному турнірі на тогорічних Олімпійських іграх у Парижі.

## Статистика виступів

### Статистика клубних виступів
Станом на 21 липня 2024
| Сезон             | Команда            | Чемпіонат         | Чемпіонат | Чемпіонат | Національний кубок | Національний кубок | Національний кубок | Континентальні кубки | Континентальні кубки | Континентальні кубки | Інші змагання | Інші змагання | Інші змагання | Усього | Усього | Усього |
| Сезон             | Команда            | Ліга              | Ігор      | Голів     | Ліга               | Ігор               | Голів              | Ліга                 | Ігор                 | Голів                | Ліга          | Ігор          | Голів         | Ігор   | Голів  |        |
| ----------------- | ------------------ | ----------------- | --------- | --------- | ------------------ | ------------------ | ------------------ | -------------------- | -------------------- | -------------------- | ------------- | ------------- | ------------- | ------ | ------ | ------ |
| 2022–23           | «Хапоель» (Хадера) | ЧІ                | 7         | 0         | КІ+КТ              | 0                  | 0                  |                      | -                    | -                    |               | -             | -             | 7      | 0      |        |
| 2023–24           | «Хапоель» (Хадера) | ЧІ                | 31        | 12        | КІ+КТ              | 1+5                | 0                  |                      | -                    | -                    |               | -             | -             | 37     | 12     |        |
| Усього за кар'єру | Усього за кар'єру  | Усього за кар'єру | 38        | 12        |                    | 6                  | 0                  |                      | -                    | -                    |               | -             | -             | 44     | 12     |        |

## Титули і досягнення
- Володар Кубка Тото (1):

«Маккабі» (Тель-Авів): 2024–25
- Чемпіон Ізраїлю (1):

«Маккабі» (Тель-Авів): 2024–25